# Vallecillo
Vallecillo – gmina w Hiszpanii, w prowincji León, w Kastylii i León, o powierzchni 23,36 km². W 2011 roku gmina liczyła 133 mieszkańców.